# Helmknop

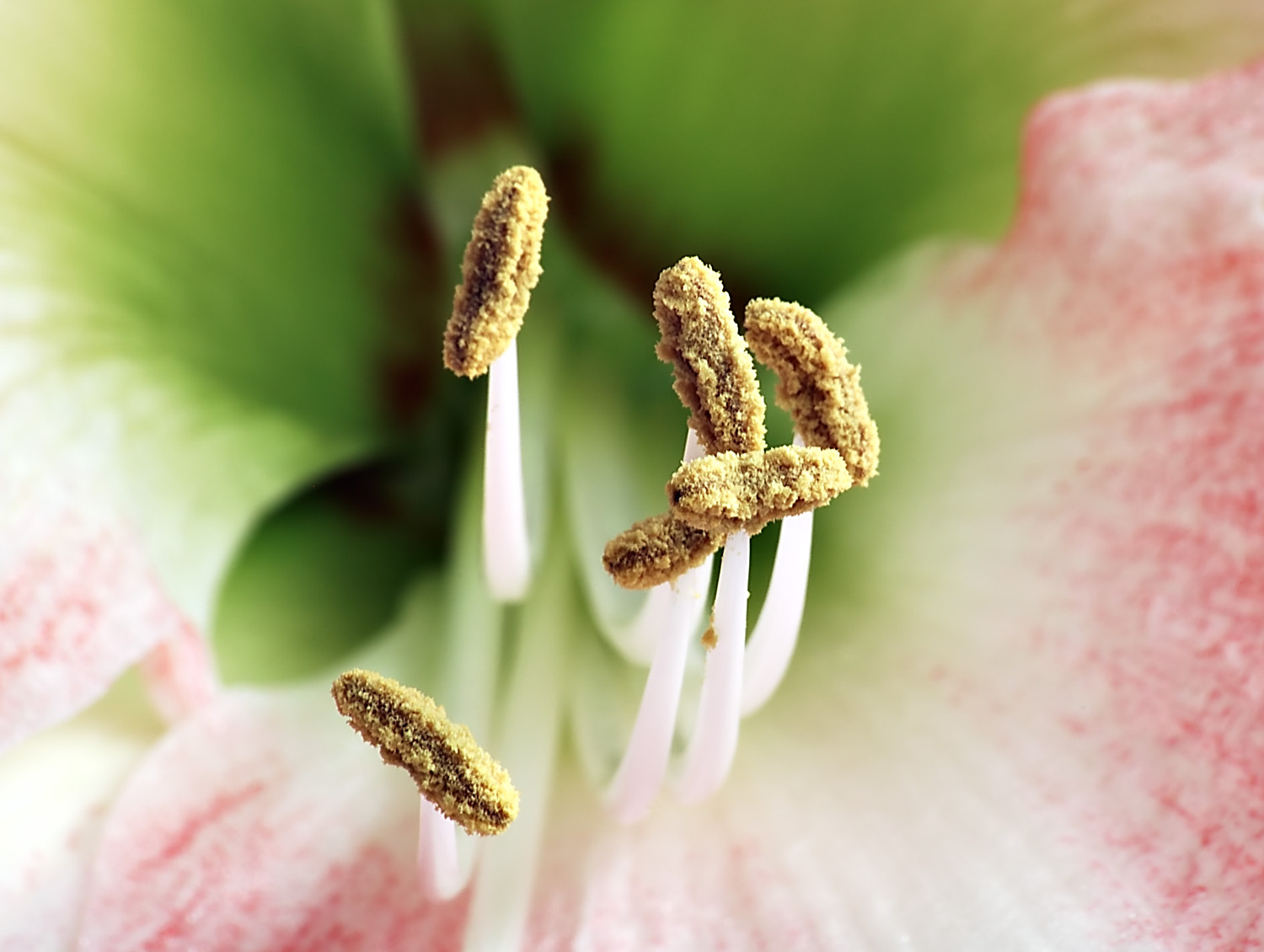
Helmknoppen van Hippeastrum

Een helmknop of anthere (botanisch Latijn: anthera, uit het Griekse ανθηρός/antheros = "bloemachtig") is een onderdeel van de mannelijke geslachtsorganen van een bloem. Hij bevindt zich op de top van de helmdraad. Samen vormen deze twee de meeldraad. Doorgaans bestaat de helmknop uit twee helmhokjes. Deze zijn met elkaar verbonden door het helmbindsel. Binnen de helmhokjes wordt het stuifmeel geproduceerd.
Soms bevat een bloem ook onvruchtbare helmknoppen. Een dergelijke knop wordt een staminodium genoemd.

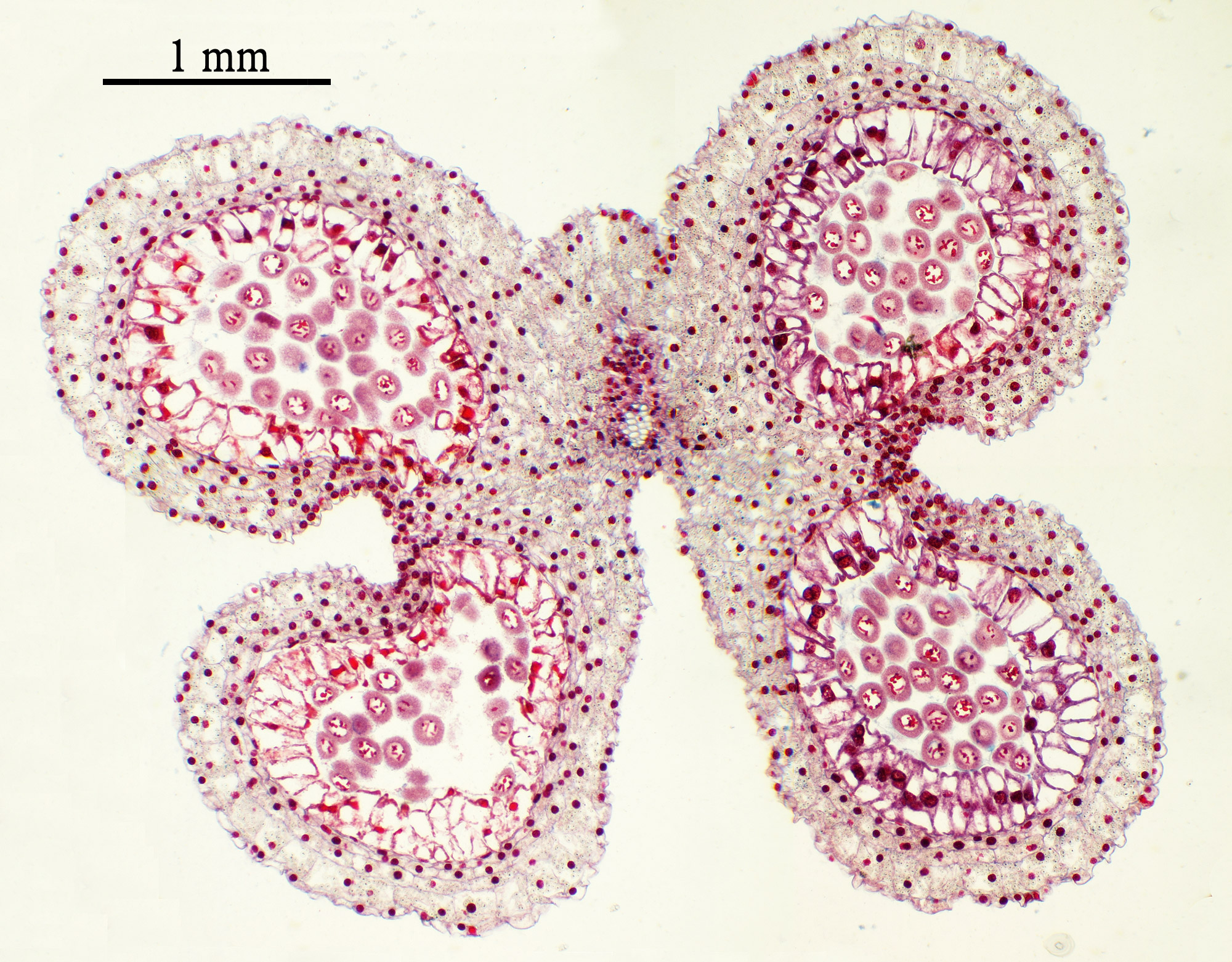
Dwarsdoorsnede helmknop van een lelie